# 第2回全米映画俳優組合賞
2nd SAG Awards

1996年2月24日
キャスト賞 - 映画: 

アポロ13
キャスト賞 - ドラマシリーズ: 

ER緊急救命室
キャスト賞 - コメディシリーズ: 

フレンズ
第2回全米映画俳優組合賞は、1996年2月24日に発表された。

## 候補者及び受賞者一覧

### 映画

#### 主演男優賞
- ニコラス・ケイジ - 『リービング・ラスベガス』 - ベン・サンダーソン役
  - アンソニー・ホプキンス - 『ニクソン』 - リチャード・ニクソン役
  - ジェームズ・アール・ジョーンズ - 『輝きの大地』 - スティーヴン・クマロ役
  - ショーン・ペン - 『デッドマン・ウォーキング』 - マシュー・ポンスレット役
  - マッシモ・トロイージ - 『イル・ポスティーノ』 - マリオ・ルオッポロ役

#### 主演女優賞
- スーザン・サランドン - 『デッドマン・ウォーキング』 - ヘレン・プレイジェーン役
  - ジョアン・アレン - 『ニクソン』 - パット・ニクソン役
  - エリザベス・シュー - 『リービング・ラスベガス』 - セーラ役
  - メリル・ストリープ - 『マディソン郡の橋』 - フランチェスカ・ジョンソン役
  - エマ・トンプソン - 『いつか晴れた日に』 - エレノア・ダッシュウッド役

#### 助演男優賞
- エド・ハリス - 『アポロ13』 - ジーン・クランツ役
  - ケヴィン・ベーコン - 『告発』 - ヘンリー・ヤング役
  - ケネス・ブラナー - 『オセロ』 - イアーゴ役
  - ドン・チードル - 『青いドレスの女』 - マウス・アレクサンダー役
  - ケヴィン・スペイシー - 『ユージュアル・サスペクツ』 - ロジャー・"ヴァーバル"・キント役

#### 助演女優賞
- ケイト・ウィンスレット - 『いつか晴れた日に』 - マリアンヌ・ダッシュウッド役
  - ストッカード・チャニング - 『スモーク』 - ルビー・マクノート役
  - アンジェリカ・ヒューストン - 『クロッシング・ガード』 - メアリー役
  - ミラ・ソルヴィノ - 『誘惑のアフロディーテ』 - リンダ・アッシュ役
  - メア・ウィニンガム - 『ジョージア』 - ジョージア役

#### キャスト賞
- 『アポロ13』
ケヴィン・ベーコン、トム・ハンクス、エド・ハリス、ビル・パクストン、キャスリーン・クインラン、ゲイリー・シニーズ
  - 『ゲット・ショーティ』
  - 『キルトに綴る愛』
  - 『ニクソン』
  - 『いつか晴れた日に』

### テレビ

#### 男優賞（テレビ映画・ミニシリーズ）
- ゲイリー・シニーズ - 『プレジデント・トルーマン』 - ハリー・S・トルーマン役
  - アレック・ボールドウィン - 『欲望という名の電車』 - スタンリー・コワルスキー役
  - ローレンス・フィッシュバーン - 『ブラインド・ヒル』 - ハンニバル・リー役
  - ジェームズ・ガーナー - The Rockford Files: A Blessing in Disguise - ジム・ロックフォード役
  - トミー・リー・ジョーンズ - 『ワイルド・メン』 - ヒューイ・キャロウェイ役

#### 女優賞（テレビ映画・ミニシリーズ）
- アルフレ・ウッダード - The Piano Lesson - バーニース・チャールズ役
  - グレン・クローズ - 『アーミー・エンジェル』 - マーガレット・カマメーメイヤー役
  - サリー・フィールド - 『ベス/愛の軌跡』 - ベス・アルコット・スティード・ガーナー役
  - アンジェリカ・ヒューストン - 『バッファロー・ガールズ』 - カラミティ・ジェーン役
  - セーラ・ウォード - Almost Golden: The Jessica Savitch Story - ジェシカ・サヴィッチ役

#### 男優賞（ドラマシリーズ）
- アンソニー・エドワーズ - 『ER緊急救命室』 - マーク・グリーン役
  - ジョージ・クルーニー - 『ER緊急救命室』 - ダグラス・"ダグ"・ロス役
  - デイヴィッド・ドゥカヴニー - 『Xファイル』 - フォックス・モルダー役
  - デニス・フランツ - 『NYPDブルー』 - アンディ・シポウィッツ刑事役
  - ジミー・スミッツ - 『NYPDブルー』 - ボビー・シモーン刑事役

#### 女優賞（ドラマシリーズ）
- ジリアン・アンダーソン - 『Xファイル』 - ダナ・スカリー役
  - クリスティーン・ラーティ - 『シカゴ・ホープ』 - キャサリン・オースティン医師役
  - シャロン・ローレンス - 『NYPDブルー』 - シルビア・コスタス役
  - ジュリアナ・マルグリーズ - 『ER緊急救命室』 - キャロル・ハサウェイ役
  - セーラ・ウォード - Sisters - テオドーラ・"テディ"・リード役

#### 男優賞（コメディシリーズ）
- デヴィッド・ハイド・ピアース - 『そりゃないぜ!? フレイジャー』 - ナイルズ・クレイン役
  - デヴィッド・シュワイマー - 『フレンズ』 - ロス・ゲラー役
  - ケルシー・グラマー - 『そりゃないぜ!? フレイジャー』 - フレイジャー・クレイン役
  - ポール・ライザー - 『あなたにムチュー』 - ポール・バックマン役
  - マイケル・リチャーズ - 『となりのサインフェルド』 - コズモ・クレイマー役

#### 女優賞（コメディシリーズ）
- クリスティーン・バランスキー - Cybill - サリー・ソロモン役
  - キャンディス・バーゲン - 『TVキャスター マーフィー・ブラウン』 - マーフィー・ブラウン役
  - ヘレン・ハント - 『あなたにムチュー』 - ジェイミー・バックマン役
  - リサ・クドロー - 『フレンズ』 - フィービー・ブッフェ役
  - ジュリア・ルイス＝ドレイファス - 『となりのサインフェルド』 - エレイン・ベネス役

#### アンサンブル賞（ドラマシリーズ）
- 『ER緊急救命室』
ジョージ・クルーニー、アンソニー・エドワーズ、エリク・ラ・サル、ジュリアナ・マルグリーズ、シェリー・ストリングフィールド、ノア・ワイリー
  - 『シカゴ・ホープ』
  - 『ロー&オーダー』
  - 『NYPDブルー』
  - 『ピケット・フェンス』

#### アンサンブル賞（コメディシリーズ）
- 『フレンズ』
ジェニファー・アニストン、コートニー・コックス、リサ・クドロー、マット・ルブランク、マシュー・ペリー、デヴィッド・シュワイマー
  - 『となりのサインフェルド』
  - Cybill
  - 『そりゃないぜ!? フレイジャー』
  - 『あなたにムチュー』

### 生涯功労賞
- ロバート・レッドフォード